# جوردان جافاريس
جوردان جيمس جافاريس (بالإنجليزية: Jordan James Gavaris)‏، من مواليد 25 سبتمبر 1989 في برامبتون، أونتاريو، هو ممثل كندي.

## وصلات خارجية
- جوردان جافاريس على موقع IMDb (الإنجليزية)
- جوردان جافاريس على موقع ألو سيني (الفرنسية)
- جوردان جافاريس على موقع أول موفي (الإنجليزية)
- جوردان جافاريس على موقع قاعدة بيانات الفيلم (الإنجليزية)
- جوردان جافاريس على موقع كينوبويسك (الروسية)